# Yama (rivière)
Pour les articles homonymes, voir Yama (homonymie).
Ne doit pas être confondu avec Iana (fleuve).
La Yama (en russe : Яма) est une rivière de l'oblast de Magadan en Extrême-Orient russe.
Elle a un cours de 285 km avec un bassin versant de 12 500 kilomètres carrés.
L'autoroute R504 passe juste à l'ouest des sources de la Yama. Le nom de la rivière est sans doute d'origine koriak.

## Description
La Yama prend sa source dans les pentes sud-ouest de la chaîne Maïmandjine, au confluent des rivières Maïmandja et Maïmatchan, près d'Atka et non loin des sources du Maltan qui se dirige vers le nord. Elle coule dans une direction approximativement sud-est sur tout son parcours. Le dernier tronçon de la Yama se trouve dans une zone côtière marécageuse où elle se divise en plusieurs bras et où l'on trouve de nombreux petits lacs thermokarstiques sur la rive droite. Enfin, elle se dirige par le village de Iamsk dans l'estuaire de Perevolochny, séparé par un cordon littoral de la baie de Yam, à l'extrémité sud-ouest du golfe de Chelikhov, en mer d'Okhotsk.